# 纽约市立大学皇后学院
皇后学院（英語：Queens College）是位于美国纽约市的一所公立大学，隶属于纽约市立大学系统。其占地80英畝（32公頃）的主校区位于皇后区法拉盛的凯辛娜大道，学生来自170多个国家或地区。
该校校友及在职员工，如雅图诺·奥法里尔和杰里·赛恩菲尔德已经获得超过100项格莱美奖提名。该校参加美国国家大学体育协会第二级别的相关赛事，并拥有15支具备夺冠潜力的男子和女子校队。

## 校史沿革
在皇后学院于1937年建立之前，其主校区所在地曾是牙买加学院（Jamaica Academy）的校区所在地。这是一所兴建于19世纪初的单室校舍，沃尔特·惠特曼曾在这里任教。该建筑位于法拉盛－牙买加路（后来改名为凯辛娜大道）。

1844年，牙买加学院转为公立学校。

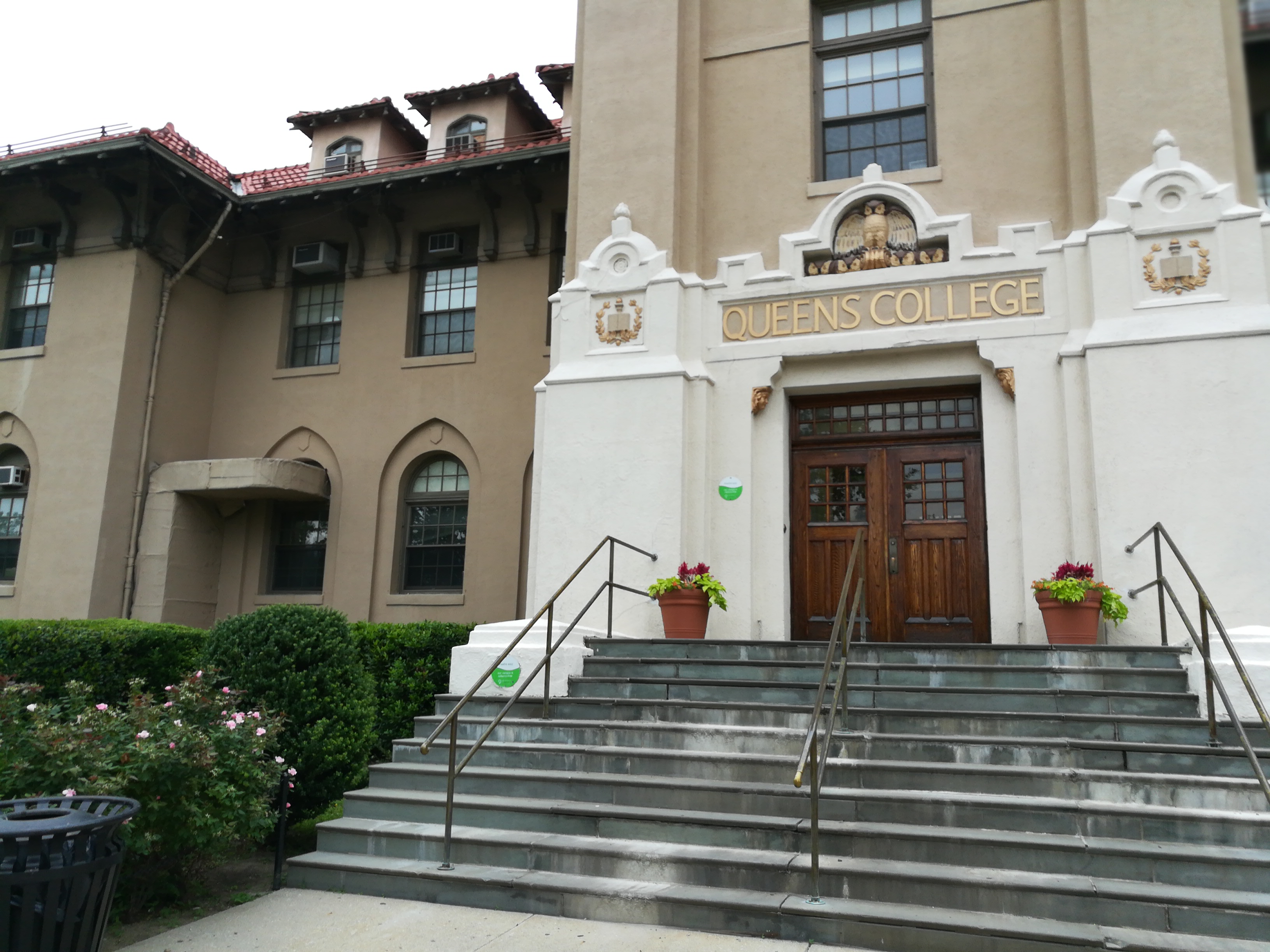
杰弗逊楼前的台阶。这里曾是纽约家长学校所在地。

1909年，为陷入困境未成年男孩而设立的纽约家长学校（New York Parental School）在现皇后学院主校区所在地附近正式开办。以托马斯·杰弗逊名字命名的杰弗逊楼也被该校纳入其中；该楼被用作纽约家长学校的宿舍和教室。
1934年，纽约家长学校因为虐待传闻而受到调查。随后学校被关闭，而学生则被转往当地的公立学校就读。

学校关闭几个月后，这片土地的所有权转交至纽约市政府手里。纽约市政府原本计划用这片土地收容来自兰德尔斯岛医院的500名精神病患者，因为他们由于三区大桥的修建而暂时流离失所。

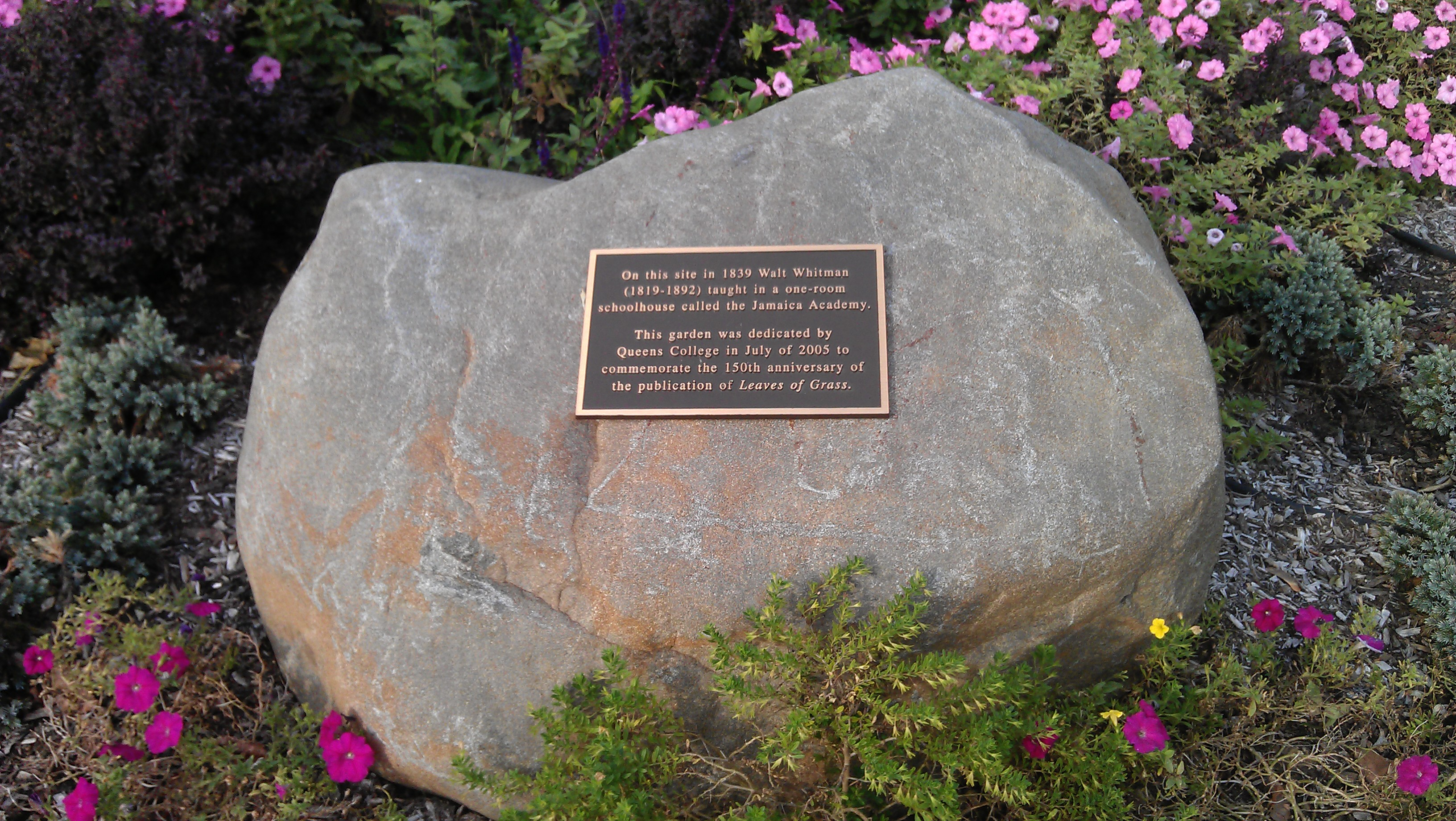
位于学生会楼外的标记，标记原单间校舍的所在地。

而在纽约市政府考虑安置精神病人的同时，昆士县法官查尔斯·科尔登任命并主持了一个委员会，该委员会旨在评估在皇后区建立免费大学的可行性。1935年9月，委员会正式提出兴建免费大学的建议。时任纽约市市长菲奥雷洛·亨利·拉瓜迪亚非常支持这项建议，并推动免费大学的修建。
1937年3月，纽约市教育委员会将原纽约家长学校所在的地方划给筹备中的皇后学院。前纽约市立学院教学学院院长保罗·克拉珀（Paul Klapper）被任命为皇后学院的首任校长。
学院于1937年10月开学，由于期间遇到粉刷匠罢工而导致开学时间比预期晚，当时学院拥有教学人员21人及400名新生。
皇后学院的代表色蓝色和银色是由“代表色委员会”选出的，而这个委员会则由学生们挑选代表构成；学院代表色最后在1937年11月24日所举行的首次校园舞会上宣布。
在第二次世界大战期间，皇后学院共有近1,250名学生应征入伍，而其中58人在战斗中牺牲。
皇后学院的校训为，翻译成中文为“获取知识为服务”。康拉德·格里斯（Konrad Gries）教授怀着为公共利益服务的目的而创立了本校训，以此激励首届皇后学院学生及后来者们。
1973年，皇后学院的注册人数达到了创纪录的31,413人。然而，到1976年，随着纽约市面临严重的金融危机，新的问题开始困扰学院。纽约市立大学的免费学费政策被取消，整体预算削减了1.35亿美元。
1979年，美国总统吉米卡特成为首位访问皇后学院的在任总统，并在Colden Center主持了一场市政厅会议。
学院校园持续改善其设施。在一项耗资10亿美元的全市立大学改进计划下，皇后学院的Powdermaker Hall进行了耗资6900万美元的翻修工程，该工程于2000年启动，并在2003年秋季学期开始前完工。

## 校园设施
这所占地80英亩（32公顷）的校园位于Kissena大道旁，坐落在一个面向曼哈顿的100英尺（30米）高的山丘上。六座最初的具有西班牙风格建筑至今仍然矗立，这些建筑可追溯到20世纪初，例如1907年建成的Jefferson Hall。皇后学院内有一座低层的506床公寓式宿舍，名为Summit Apartments，于2009年底开放。
Aaron Copland音乐学院（以Aaron Copland命名），位于音乐大楼内。音乐大楼还设有音乐图书馆和490座的LeFrak音乐厅。同时，Aaron Copland音乐学院是皇后学院最古老的院系之一，在皇后学院成立于1937年时就开设。

## 教学科研
皇后学院下设七个学院：阿隆·科普兰音乐学院、图书馆与信息研究学院、艺术与人文学院、地球与环境科学学院、教育学院、数学与自然科学学院、社会科学学院。
皇后学院目前开设有70多个本科专业、100多个硕士学位及认证、超过40个加速硕士项目和20个可通过纽约市立大学研究生中心而获得博士专业，以及一些高级证书课程。它还是CUNY Macaulay荣誉学院七所参与学校之一。

## 学生生活
| 种族 / 族群  | 女生人数 | 男生人数 |
| ------------ | -------- | -------- |
| 亚太裔美国人 | 2,263    | 1,583    |
| 非裔美国人   | 1,233    | 558      |
| 西裔美国人   | 2,166    | 1,031    |
| 美国原住民   | 15       | 8        |
| 非拉丁裔白人 | 6,046    | 3,583    |
| 国际留学生   | 615      | 471      |

皇后学院的学生来自170个国家或地区，使用90多种不同的母语。学生族群丰富的多样性也影响力皇后学院的课程、研究及外展服务项目。

### 校园社团

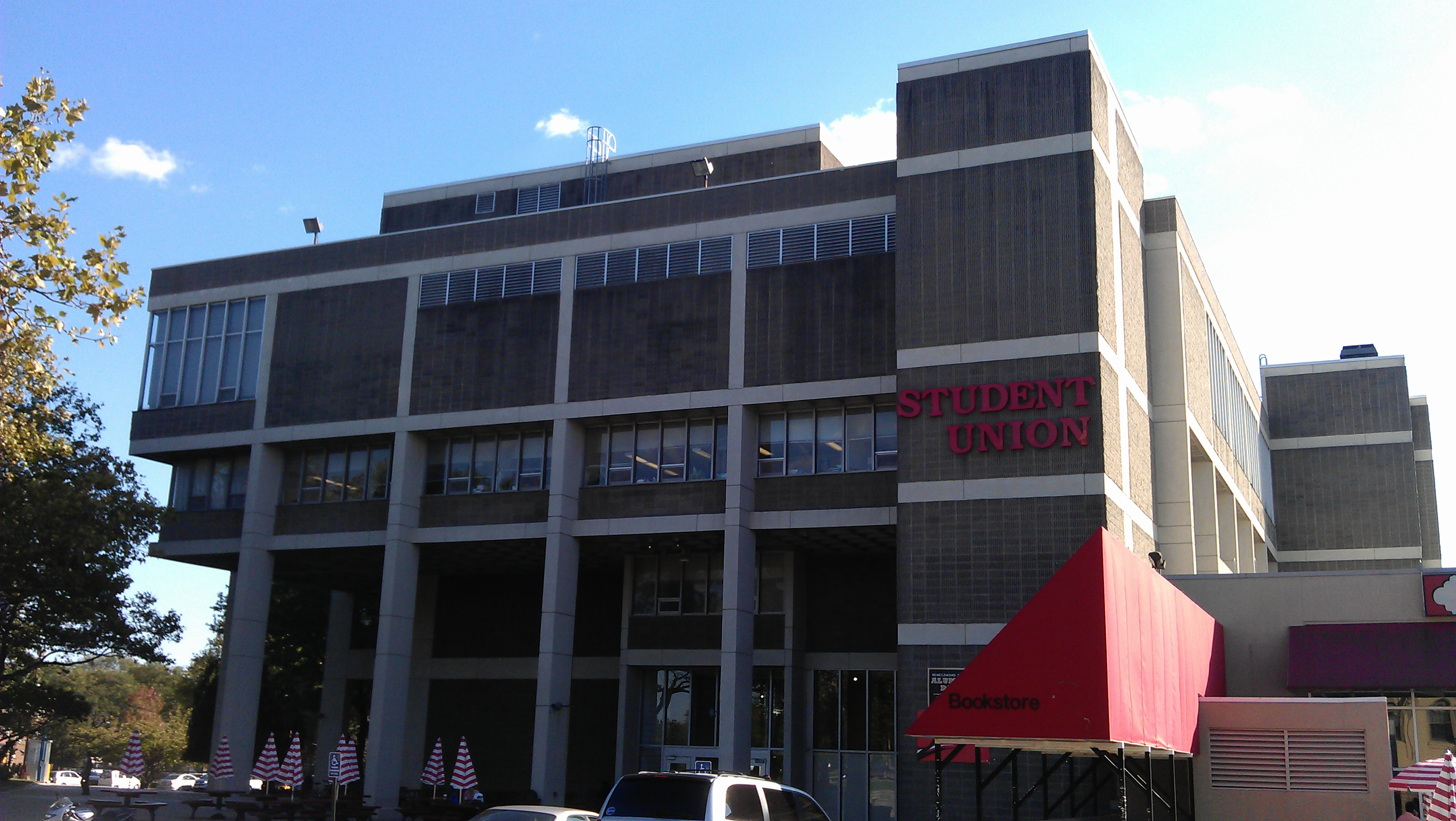
学生会大楼是大部分校园社团的总部所在地。

皇后学院校内拥有100多个宗旨不同的校园社团及组织，从兄弟会、姊妹会到文化、宗教、技术及艺术相关的校园社团是应有尽有。大多数社团的总部都位于学生会大楼内。它们为配合学院的教育使命，并由学生会提供各种设施、服务、课外活动和项目。
皇后学院内的联谊团体由8个兄弟会和7个姊妹会组成。联谊团体的成员人数多达数百人，比皇后学院内其他社团成员的总人数还要多。皇后学院的联谊团体通过向各慈善组织捐赠数千美元的善款及提供数千小时的志愿劳动以支持不同的慈善事业。餐厅是联谊团体聚会的热门场所；而在天气晴好的时候，户外场地也是备受欢迎。联谊团体还会举行诸如联谊周、秋季争夺战、体验联谊等活动，一方面介绍各自的团体，另一方面也是促进团体之间的良性竞争。
| 兄弟会            | 姊妹会            | 荣誉生会            |
| ----------------- | ----------------- | ------------------- |
| Kappa Sigma       | Phi Sigma Sigma   | Chi Sigma Iota      |
| Alpha Epsilon Pi  | Sigma Delta Tau   | Nu Gamma Psi        |
| Gamma Omega Delta | Lambda Pi Upsilon | Phi Alpha Theta     |
| Tau Epsilon Phi   | Delta Phi Epsilon | Phi Upsilon Omicron |
| Phi Iota Alpha    | Epsilon Sigma Phi | Psi Chi             |
| Alpha Chi Rho     |                   | 金钥匙国际荣誉协会  |

## 体育运动
皇后学院的校运动队都以“骑士队”为名，隶属于国家大学体育协会第二级别，主要参加东海岸协会赛事。东海岸协会在2005－2006学年之前名为“纽约高等院校体育协会（New York Collegiate Athletic Conference）”。而在1978－1979学年到1979－1980学年期间，皇后学院骑士队还曾短暂隶属于纽约市立大学体育协会，该联盟属于国家大学体育协会第三级别。
皇后学院骑士队主要出战15项校际赛事，男子项目有棒球、篮球、越野、足球、网球和田径；女子项目则有篮球、越野、舞蹈、足球、垒球、游泳跳水、网球、田径和排球。而其中运行时间最长的项目则是男子篮球和棒球。

### 男子篮球

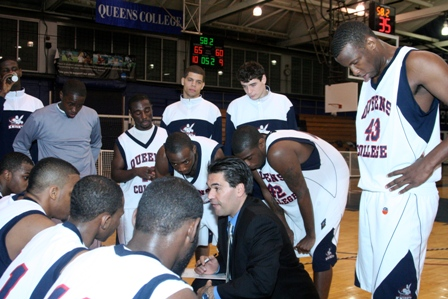
皇后学院男子篮球队
（皇后学院是纽约市立大学系统里唯一参加国家大学体育协会NCAA第二等级赛事的学院）

皇后学院男子篮球队自从1938年成立以来，每年都有出征校际赛事。2004年2月14日，皇后学院男子篮球队达成出战1500次成就；而在球队达成此成就时，队内共有20名选手也达成得分破千的成就。在这20名球员里，有12人是球队参加NCAA第二等级赛事后达成的；其中有三名球员：阿伦·海维希（5号）、诺姆·罗伯茨（15号）和杰弗里·马洛尼（22号）的球衣背号在皇后学院男子篮球队退役。尽管男子篮球队在皇后学院内拥有运营时间最长的记录，但他们的最大成功却发生在21世纪。2001年，球队第一次获得NCAA第二等级赛事东北赛区的决赛资格。2002年，球队蝉联纽约高等院校体育协会冠军。2005年，球队第三次获得纽约高等院校体育协会冠军并再度获得NCAA第二等级赛事的赛区决赛资格。

### 棒球
除了第二次世界大战的三年外，皇后学院棒球队和男子篮球队一样也是从1938年成立以来，每年均有出征校际赛事。1967年和1976年，棒球队两次获得“尼克博客协会（Knickerbocker Conference）”联赛冠军；并在1981年首度获得纽约市立大学赛事冠军。球队在1976年和1981年获得的的冠军，让他们有资格出战NCAA第二等级赛事东北赛区的决赛。球队最近的最佳战绩有1997年和1998年连续两年拿下纽约高等院校体育协会常规赛冠军，并在1998年斩获纽约高等院校体育协会锦标赛冠军；1998年的锦标赛冠军让球队第三次获得NCAA第二等级赛事东北赛区决赛的参赛资格。历史上，皇后学院棒球队有7名球员被选秀选中；而有9名球员在纽约洋基队、费城费城人队、芝加哥白袜队、堪萨斯市皇家队等大联盟球队打球。在这些选秀球员中，最近的一位是通过全美选拔赛进入多伦多蓝鸟队的贾斯汀·戴维斯；他在蓝鸟队征战两年后转至独立棒球联盟大西洋职业棒球联盟中的长岛鸭队。

### 女子篮球
1973年3月24日，排名全国第二的骑士队在FitzGerald体育馆进行了比赛，争夺AIAW（全国大学女子体育协会）全国冠军的荣誉。 在2014年和2015年，在Bet Naumovski的领导下，女子队赢得了ECC锦标赛，并在2015年晋级NCAA季后赛第二轮。

### 垒球
从1997年到2003年，垒球队取得了.640的胜率，并在三个赛季中赢得了30场或更多的比赛。2015年，在主教练艾米·德尔莫尔的带领下，骑士队重返辉煌，赢得了ECC锦标赛冠军。

### 网球
女子网球队经历了连续19个赛季的胜利。曾成为职业网球选手的玛丽莲·阿施纳(Marilyn Aschner)曾在该校效力。

### 田径
男子田径队在2013年和2014年连续赢得了ECC锦标赛。2022年5月，学院完成了跑道和两个足球场的翻新。这项设施的现代化改造耗资930万美元的项目是通过州和市的资金组合支付的。

## 知名校友
- 阿德里安·布罗迪
- 布鲁斯·布恩诺·德·梅斯奎塔
- 安德鲁·古德曼（活动家）
- 強·法夫洛
- 卡洛爾·金
- 凱尼斯·阿佩爾
- 李扬国
- 王嘉廉
- 罗玉凤
- 雷·羅曼諾
- 法蘭·卓雪
- 罗伯特·穆格
- 傑里·賽恩菲爾德
- 马文·哈姆利奇
- 乔安·法莱塔
- 斯坦利·米尔格拉姆
- 约瑟夫·克劳利

## 流行文化
- 卡丽·赫弗南（英语：Carrie Heffernan）：在CBS电视网播出的情景喜剧《后中之王（英语：The King of Queens）》第三季里于皇后学院就读法律课程。
- 埃里克·墨菲（英语：Eric Murphy）：在HBO播出的喜剧剧集《我家也有大明星》中，他于皇后学院就读两年，后辍学成为文森特·蔡斯（英语：Vincent Chase）的助理。
- 贝蒂·苏雷兹（英语：Betty Suarez）：在ABC电视网播出的喜剧剧集《丑女贝蒂》中，她于2005年自皇后学院毕业并获得传媒专业艺术学士（英语：Bachelor of Fine Arts）学位。
- 在电视剧集《法律与秩序》中，有两集的内容是在皇后学院内拍摄。在剧中出现的场景包括有四人间宿舍楼、罗森塔尔图书馆、科尔文楼及杰弗逊楼。
- 在《法律与秩序：特殊受害者》中，纽约警局警探（英语：New York City Police Department Detective Bureau）艾略特·斯特布勒（英语：Elliot Stabler）、已故诗人雅各布·格瑞蒂、失势的艺术赞助人桑德拉·邓巴和儿童作家娜塔莉·贝克等虚构角色都是皇后学院校友。
- 在电影《抢钱大作战》中，男主角赛斯·戴维思（英语：Seth Davis）是皇后学院的辍学生；而本片所隐射的娄·珀尔曼（英语：Lou Pearlman）则正好曾在皇后学院就读并获得会计学位。
- 里兹·阿迈德曾表示自己在皇后学院旁听过课程，并在角落里练习纽约口音。
- 在《宋飞传》里，乔治·科斯坦萨（英语：George Costanza）和杰瑞·宋飞都毕业自皇后学院。杰瑞·宋飞在剧中经常穿戴皇后学院的帽子和T恤。[26]